# Hmelîska, Pidvolociîsk
Hmelîska (în ucraineană Хмелиська) este o comună în raionul Pidvolociîsk, regiunea Ternopil, Ucraina, formată numai din satul de reședință.

## Demografie
Componența lingvistică a comunei Hmelîska
     Ucraineană (99,3%)
     Alte limbi (0,7%)
Conform recensământului din 2001, majoritatea populației comunei Hmelîska era vorbitoare de ucraineană (99,3%), existând în minoritate și vorbitori de alte limbi.